# سباستيان كابوت
سباستيان كابوت (1472 م - 1557 م) .

مستكشف من البندقية .

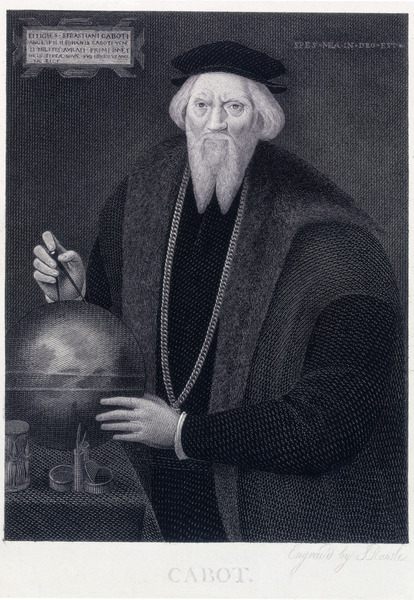
سباستيان كابوت

سباستيان كابوت Sebastian Cabot ولد عام 1472 في البندقية وتوفي عام 1557 في لندن. كان مستكشفا بندقيا.
هبط سباستيان كابوت مع أبيه جون إنجلترا سنة 1484 م ، وقد شجعهما الملك هنري السابع على البحث عن طريق بحري إلى أسيا عبر المحيط الأطلسي ، فغادر مدينة بريستول سنة 1497 م ، وبلغا رأس جزيرة بريتون ، في عرض ساحل ما هو اليوم كندا ، بعد شهرين ، وبعد سنة خاضا غمار البحر ، وبلغا هذه المرة نيوفاوندلاند ، وتوفي الأب جون سنة 1498 م . أما سباستيان كابوت فقضى السنوات الخمس في خدمة عدد من الملوك الأوروبيين بصفة ملاّح أو قبطان . وضع خرائط للملك هنري الثامن ملك إنجلترا ، وكان كبير قباطنة الملك شارل الخامس أو شارلكان - رأس الإمبراطورية البيزنطية ورسم خريطة العالم .
وفي عام 1551 م أسس شركة ((شركة التجار المغامرين)) في لندن ، وقد نظمّت رحلات الاستكشاف للبحث عن طريق تجارية جديدة ، خصوصاً إلى جزر التوابل .

## حياته
ولد سباستيان كابوت في البندقية بإيطاليا، ونشأ في بريستول بإنجلترا. وأصبح رحالة ومصمم خرائط، وربما صحب والده جون كابوت في رحلته الأولى إلى أمريكا الشمالية عام 1497. وفي نحو عام 1508 أبحر سباستيان كابوت إلى أمريكا الشمالية على رأس سفينتين إنجليزيتين بتشجيع من الملك هنري السابع. وسلك مسارا شماليا غربيا، أي طرييا إلى آسيا عبر المحيط القطبي الشمالي. وقد وصل إلى مدخل خليج هدسون وتحديدا جزيرة كيب بريتون فيما يعرف الآن بكندا بعد شهرين، وظن أنه وجد الممر الشمالي الغربي،
ولكن بحارته رفضوا الاستمرار في الإبحار غربا. وأبحر كابوت جنوبا على امتداد شاطئ أمريكا وعاد إلى إنجلترا.
توفي جون في العام 1498، لكن سبستيان أمضى الخمسين سنة التالية في خدمة عدد من ملوك أوروبا كبحار أو قبطان.
وقام بوضع الخرائط لملك إنكلترا هنري الثامن وكان القبطان الأول لشارلز الخامس الخامس إمبراطور الإمبراطورية الرومانية المقدسة. رسم خريطة العالم. في عام 1551. أسس شركة التجار المغامرين في لندن التي أقامترحلات الاكتشاف للبحث عن طرق تجارية جديدة خاصة لجزر البهارات.